# كريستين بوم
كريستين بوم (بالألمانية: Christine Böhm)‏ هي ممثلة نمساوية، ولدت في 19 فبراير 1954 في فيينا في النمسا، وتوفيت في 5 أغسطس 1979 في Sopraceneri ‏ في سويسرا بسبب حادث مرور.

## وصلات خارجية
- كريستين بوم على موقع IMDb (الإنجليزية)
- كريستين بوم على موقع قاعدة بيانات الفيلم (الإنجليزية)
- كريستين بوم على موقع كينوبويسك (الروسية)